# Championnat de RDA de football (Bezirksliga) Gera
La Bezirksliga Gera fut une ligue de football à l’époque de l’ancienne RDA.
Elle couvrait le territoire du district (en allemand : Bezirk) de Gera. Elle était située, dans l’actuel Land de Thuringe.
Durant 31 des 38 saisons de son existence, cette ligue représenta le 3e niveau de la hiérarchie du football est-allemand. De la fin de saison 1954-1955 au terme de la compétition 1962-1963, elle fut le 4e niveau, en raison de la création de la II. DDR-Liga.

## Histoire
Avec la création de la République démocratique allemande, en octobre 1949, une ligue supérieure de football avait été mise sur pied par les autorités communistes dès la saison 1948-1949. Lors du championnat suivant, la plus haute division fut renommée DDR-Oberliga.

Les 15 Bezirke (districts) de 1952 à 1990.

Un an après cette ligue supérieure, la « section football » du Deutscher Sportausschuß (DS) (le comité chargé de la gestion et du contrôle des activités sportives en RDA) décida de constituer un second niveau. Celui-ci fut dénommé DDR-Liga.
En dessous de ces deux premiers niveaux, le football resta structuré sur base de la subdivision administrative du pays en Länder (Brandebourg, Mecklembourg, Saxe, Saxe-Anhalt et Thuringe) auxquels s’ajoutait la zone de Berlin-Est, choisi comme capitale de l’État.
En 1952, les autorités communistes modifièrent le découpage administratif de l’Allemagne de l’Est. Les Länder furent remplacés par 15 districts (en allemand : Bezirk) : District de Berlin, Dresde, Karl-Marx-Stadt, Leipzig, Gera, Erfurt, Suhl, Halle, Magdeburg, Cottbus, Potsdam, Frankfort/Oder, Neubrandenbourg, Schwerin, Rostock.
La structure sportive suivit le mouvement avec la création au sein de chaque Bezirk d’une division la plus haute appelée Bezirksliga.
Sous chaque Bezirksliga se trouvèrent des Bezirksklasse (dont le nombre varia selon la grandeur du district concerné).
La plupart du temps, la Bezirksliga fut jouée sous forme d’une série unique, mais il arriva que certaines comportent, temporairement deux tableaux ou plus.

## Palmarès

### 1952 à 1955 « (niveau 3) »
| Ordre | Saison    | Champion         | Nom actuel        | Promu | Remarques         |
| ----- | --------- | ---------------- | ----------------- | ----- | ----------------- |
| 1     | 1952-1953 | BSG Chemie Jena  | SV Jenapharm Jena | Oui   | Promu en DDR-Liga |
| 2     | 1953-1954 | BSG Chemie Kahla | SV 1910 Kahla     | Oui   | promu en DDR-Liga |
| 3     | 1954-1955 | BSG Chemie Jena  | SV Jenapharm Jena | Non   |                   |

### Tour de transition (1955)
À la fin du championnat 1954-1955, les autorités est-allemandes décidèrent que les compétitions suivraient le modèle soviétique. C'est-à-dire qu’elles débutèrent au début du printemps et se terminèrent à la fin de l’automne de la même année calendrier. Durant l’automne 1955, il fut disputé un tour de transition (en allemand : Übergangsrunde) sans montée ni descente. Ce système s’arrêta après la saison 1960. Les compétitions reprirent alors selon un schéma plus conventionnel à partir de la fin de l’été 1961, soit huit mois après la fin de la saison précédente.
| Ordre | Saison | Champion          | Nom actuel                   | Promu | Remarques                       |
| ----- | ------ | ----------------- | ---------------------------- | ----- | ------------------------------- |
| x     | 1955   | BSG Stahl Silbitz | SV Elstertal Silbitz/Crossen |       | Pas de montant ou de descendant |

### 1956 à 1963 « (niveau 4) »
En 1955, en plus du passage au modèle soviétique, les dirigeants communistes scindèrent la DDR-Liga, directement supérieure aux Bezirksligen. Si dans l’esprit des politiciens la DDR-Liga n’était que partagée en deux, il était clair que chaque Bezirksliga devint de facto une Division 4.
À partir de la saison 1958 et jusqu’à sa dissolution au terme du championnat 1962-1963 la II. DDR-Liga directement supérieure compta 5 séries. Les 15 champions de Bezirksliga y furent directement promus. En dehors de cette période, un tour final entre les champions de Bezirksliga désigna les montants.
Lors des championnats 1961-1962 et 1962-1963, la Bezirksliga Gera fut jouée en deux groupes. Les deux vainqueurs s'affrontèrent lors d'une finale pour désigner le champion (Bezirksmeister).
| Ordre | Saison  | Champion              | Nom actuel                   | Promu | Remarques                                                          |
| ----- | ------- | --------------------- | ---------------------------- | ----- | ------------------------------------------------------------------ |
| 4     | 1956    | BSG Motor Zeiss Jena  | Disparu                      | Non   |                                                                    |
| 5     | 1957    | BSG Stahl Silbitz     | SV Elstertal Silbitz/Crossen | Oui   | Promu en II. DDR-Liga                                              |
| 6     | 1958    | BSG Fortschritt Weida | FC Thüringen Weida           | Oui   | Promu en II. DDR-Liga                                              |
| 7     | 1959    | BSG Einheit Greiz     | 1. FC Greiz                  | Non   | le vice-champion, BSG Chemie Elsterberg, fut promu en II. DDR-Liga |
| 8     | 1960    | BSG Chemie Schwarza   | SV 1883 Schwarza             | Oui   | Promu en II. DDR-Liga                                              |
| 9     | 1961-62 | BSG Fortschritt Greiz | 1. FC Greiz                  | Oui   | Promu en II. DDR-Liga avec son vice-champion                       |
| 10    | 1962-63 | BSG Chemie Jena       | SV Jenapharm Jena            | Non   |                                                                    |

### 1963 à 1991 « (niveau 3) »
À la suite de la dissolution de la II. DDR-Liga à la fin de la saison 1962-1963, chaque Bezirksliga redevint la Division 3.
À partir de la saison 1971-1972 et jusqu’au terme du championnat 1982-1983, la DDR-Liga directement supérieure compta 5 séries. Les 15 champions de Bezirksliga y furent directement promus. En dehors de cette période, un tour final entre les champions de Bezirksliga désigna les montants.
| Ordre | Saison    | Champion                  | Nom actuel                   | Promu | Remarques |
| ----- | --------- | ------------------------- | ---------------------------- | ----- | --- |
| 11    | 1963-1964 | BSG Chemie Jena           | SV Jenapharm Jena            | Non   | |
| 12    | 1964-1965 | BSG Motor Zeiss Jena      | Disparu                      | Non   | |
| 13    | 1965-1966 | BSG Chemie Jena           | SV Jenapharm Jena            | Oui   | Promu en DDR-Liga                                                                                               |
| 14    | 1966-1967 | BSG Wismut Gera II        | BSG Wismut Gera              | Non   | Le vice-champion FC Carl Zeiss Jena II fut promu en DDR-Liga                                                    |
| 15    | 1967-1968 | BSG Wismut Gera II        | BSG Wismut Gera              | Non   | |
| 16    | 1968-1969 | BSG Motor Hermsdorf       | SV Hermsdorf                 | Oui   | Promu en DDR-Liga                                                                                               |
| 17    | 1969-1970 | BSG Stahl Maxhütte        | SV Stahl Unterwellenborn     | Non   | |
| 18    | 1970-1971 | BSG Motor Hermsdorf       | SV Hermsdorf                 | Oui   | Promu en DDR-Liga avec son vice-champion                                                                        |
| 19    | 1971-1972 | BSG Stahl Maxhütte        | SV Stahl Unterwellenborn     | Oui   | Promu en DDR-Liga                                                                                               |
| 20    | 1972-1973 | BSG Wismut Gera II        | BSG Wismut Gera              | Non   | Le 3e classé, BSG Chemie Schwarza, fut promu en DDR-Liga car le vice-champion étant le FC Carl Zeiss Jena III   |
| 21    | 1973-1974 | BSG Motor Hermsdorf       | SV Hermsdorf                 | Oui   | Promu en DDR-Liga                                                                                               |
| 22    | 1974-1975 | BSG Wismut Gera II        | BSG Wismut Gera              | Non   | Le vice-champion, BSG Chemie Schwarza, fut promu en DDR-Liga                                                    |
| 23    | 1975-1976 | BSG Wismut Gera II        | BSG Wismut Gera              | Non   | Le 3e classé, BSG Fortschritt Weida, fut promu en DDR-Liga car le vice-champion étant le FC Carl Zeiss Jena III |
| 24    | 1976-1977 | BSG Wismut Gera II        | BSG Wismut Gera              | Non   | Promu en DDR-Liga                                                                                               |
| 25    | 1977-1978 | BSG Chemie Schwarza       | SV 1883 Schwarza             | Oui   | Promu en DDR-Liga                                                                                               |
| 26    | 1978-1979 | BSG Motor Zeulenroda      | FC Motor Zeulenroda          | Oui   | Promu en DDR-Liga                                                                                               |
| 27    | 1979-1980 | BSG Motor Hermsdorf       | SV Hermsdorf                 | Oui   | Promu en DDR-Liga                                                                                               |
| 28    | 1980-1981 | BSG Stahl Silbitz         | SV Elstertal Silbitz/Crossen | Oui   | Promu en DDR-Liga                                                                                               |
| 29    | 1981-1982 | BSG Motor Hermsdorf       | SV Hermsdorf                 | Oui   | Promu en DDR-Liga                                                                                               |
| 30    | 1982-1983 | BSG Fortschritt Weida     | FC Thüringen Weida           | Oui   | Promu en DDR-Liga                                                                                               |
| 31    | 1983-1984 | FC Carl Zeiss Jena II     | FC Carl Zeiss Jena           | Oui   | Promu en DDR-Liga                                                                                               |
| 32    | 1984-1985 | BSG Fortschritt Weida     | FC Thüringen Weida           | Non   | |
| 33    | 1985-1986 | BSG JENAer Glaswerk       | SV Schott Jena               | Oui   | Promu en DDR-Liga                                                                                               |
| 34    | 1986-1987 | BSG Fortschritt Weida     | FC Thüringen Weida           | Non   | |
| 35    | 1987-1988 | BSG Elektronik Lobenstein | VfR Bad Lobenstein           | Non   | |
| 36    | 1988-1989 | BSG JENAer Glaswerk       | SV Schott Jena               | Non   | |
| 37    | 1989-1990 | BSG JENAer Glaswerk       | SV Schott Jena               | Oui   | Promu en Landesliga Thüringen                                                                                   |
| 38    | 1990-1991 | FC Greiz                  | 1. FC Greiz                  | Oui   | Promu en Landesliga Thüringen                                                                                   |

## Classements des champions
Quatorze entités différentes remportèrent le titre de la Bezirksliga Gera. L'équipe "Réserves" du Wismut Gera fut la plus titrée.
| Ordre | Clubs                     | Nom actuel                   | Titres | Autres appellations |
| ----- | ------------------------- | ---------------------------- | ------ | --- |
| 1     | BSG Wismut Gera II        | BSG Wismut Gera              | 6      | SG Gera-Pfotten, BSG Gera-Süd, BSG Mechanik Gera, BSG Motor Gera, BSG Wismut Gera, FSV Wismut Gera, 1. SV Gera, FV Gera-Süd. |

Logo du BSG Wismut Gera

| 2     | BSG Motor Hermsdorf       | SV Hermsdorf                 | 5      | créé en 1949 comme BSG Einigkeit Hermsdorf Thüringen, le club soutenu par le Keramische Werke devint le 9 novembre 1950, le BSG Chemie Hermsdorf et enfin en 1954 BSG Motor Hermsdorf. Après 1990, le club redevint le SV Hermsdorf. |
| 3     | BSG Chemie Jena           | SV Jenapharm Jena            | 5      | créé en 1950 comme BSG Chemie Jena, depuis 1990, SV Jenapharm Jena. |
| 4     | BSG Fortschritt Weida     | FC Thüringen Weida           | 4      | créé comme SG Weida en 1946, puis ZSG Industrie Weida en 1949 puis BSG Fortschritt Weida en 1952. Après 1990, FC Thüringen Weida. |
| 5     | BSG JENAer Glaswerk       | SV Schott Jena               | 3      | créé comme SG Jena-Forst en 1946., il fut ensuite le BSG Otto Schott Jena, le BSG Motor Schott Jena puis en 1977 le BSG Glaswerk Schott Jena, en 1980, le BSG Glaswerk Jena, en 1981, le BSG JENAer Glaswerk, en 1990, le SV JENAer Glas. À partir de 1996, il fut le SV JENAer Glaswerk, puis en 2001, le SV Schott JENAer Glas et depuis le 1er février 2008, le SV SCHOTT Jena. |
| 6     | BSG Stahl Silbitz         | SV Elstertal Silbitz/Crossen | 3      | BSG Stahl Silbitz, après 1990, SV Elstertal Silbitz/Crossen |
| 7     | Einheit/Fortschritt Greiz | 1. FC Greiz                  | 2      | En 1945 plusieurs cercles furent reconstitués: SG Greiz-Stadt, SG Greiz-Mitte, SG Greiz-Ost. BSG Vorwärts Greiz instauré en 1949 qui devint BSG Einheit Greiz. En 1959, ce club avec la BSG Chemie Greiz et la BSG Lokomotive Greiz formèrent la BSG Fortschritt Greiz. En 1973 le cercke devint Greika Greiz. En 1988, il fusionna avec un nouveau BSG Chemie Greiz pour former ISG Greiz. Après 1990, le club redevuint FC Greiz qui en 1994 reprit son appellation historique de 1. FC Greiz. |
| 8     | BSG Motor Zeiss Jena      | Disparu                      | 2      | |
| 9     | BSG Stahl Maxhütte        | SV Stahl Unterwellenborn     | 2      | créé en 1948 par l'union de la SG Zollhaus et de la SG Könitz pour former la ZBSG Karl Liebknecht Maxhütte. Renommé BSG Stahl Maxhütte en 1951. Après 1990 devint le SV Stahl Unterwellenborn. |
| 10    | BSG Chemie Schwarza       | SV 1883 Schwarza             | 2      | SG Schwarza puis BSG Chemie Schwarza. En 1993, il fusionna avec le FC Einheit Rudolstadt pour devenir SV 1883 Schwarza. |
| 11    | FC Carl Zeiss Jena II     | FC Carl Zeiss Jena           | 1      | 1. SV Jena, SG Ernst-Abbe Jena, SG Stadion Jena, BSG Carl Zeiss Jena, BSG Mechanik Jena, BSG Motor Jena, SC Motor Jena. |
| 12    | BSG Chemie Kahla          | SV 1910 Kahla                | 1      | créé comme SG Rot-Weiss Kahla en 1946 devint BSG Keramik Kahla en 1948. En 1950, fut renommé BSG Chemie Kahla. Reprit son appellation historique de SV 1910 Kahla après 1990. |
| 13    | BSG Elektronik Lobenstein | VfR Bad Lobenstein           | 1      | créé en 1949 comme BSG Empor Lobenstein, puis renommé BSG Elektronik Lobenstein en 1978. Après 1990 devint VfR Bad Lobenstein. |
| 14    | BSG Motor Zeulenroda      | FC Motor Zeulenroda          | 1      | renommé FV Zeulenroda en 1990 qui fut déclaré en faillite en 1999. Le 10 février 1999, fut recréé le FC Motor Zeulenroda. |